# Linia kolejowa Kowno – Kibarty
Linia kolejowa Kowno – Kibarty – linia kolejowa na Litwie łącząca stację Kowno ze stacją Kibarty i z granicą państwową z Rosją.
Linia na całej długości jest niezelektryfikowana i dwutorowa. Na odcinku Kowno - Kozłowa Ruda biegnie również trzeci tor o rozstawie 1435 mm, będący częścią Rail Baltica.

## Historia
Linia powstała w XIX w. jako część drogi żelaznej Wilno - Wierzbołów, odnogi Kolei Warszawsko-Petersburskiej łączącej ją z granicą Prusami (następnie z Niemcami), będąc najdalej na północ położoną transgraniczną linią kolejową pomiędzy Rosją a Niemcami. Początkowo leżała w Imperium Rosyjskim, w latach 1918 - 1940 położona była na Litwie, następnie w Związku Sowieckim (1940 - 1991). Od 1991 ponownie znajduje się w granicach niepodległej Litwy.